# Volker Ziegenhagen
Volker Ziegenhagen (* 2. November 1944 in Ströbitz) ist ein ehemaliger deutscher Fußballtorhüter. Er spielte für die BSG Energie Cottbus in der DDR-Oberliga.

## Karriere
Ziegenhagen spielte in seiner Jugend bei seinem Heimatverein SV Empor/Aufbau Ströbitz und bei der ASK Vorwärts Cottbus, bevor er 1962 zur BSG Aktivist Brieske-Senftenberg kam, wo er bis 1963 blieb. Anschließend absolvierte er seinen Wehrdienst und spielte bei der ersten und zweiten Mannschaft des ASK Vorwärts Cottbus. 1965 ging er für eine Spielzeit zurück zu seinem Heimatverein und wurde 1966 von der BSG Aktivist Brieske-Ost verpflichtet. Dort spielte Ziegenhagen bis 1972, als die BSG Energie Cottbus ihn unter Vertrag nahm. In seiner ersten Saison in der zweitklassigen DDR-Fußball-Liga 1972/73 wurde er in 13 Spielen eingesetzt. Nach dem Aufstieg in die DDR-Oberliga absolvierte Ziegenhagen sechs Partien. Sein Debüt feierte er am 22. August 1973, als er am 2. Spieltag gegen die BSG Chemie Leipzig das Tor hütete. Das Spiel endete 3:3, wobei der 2:0-Führungstreffer für Chemie ein Eigentor Ziegenhagens war. Am 8. Spieltag wurde er für Siegfried Franz in der 65. Minute eingewechselt, als Lok Leipzig mit 0:6 führte. Ziegenhagen musste nur noch ein Gegentor hinnehmen. Nach einer weiteren Saison in der DDR-Liga, in der er nur ein Spiel absolvierte, beendete er seine Karriere 1975. Anschließend wirkte er als Trainer bei diversen Nachwuchsmannschaften von Energie Cottbus.